# Ping Pong (mangá)
Ping Pong (ピンポン, Pin Pon) é um mangá japonês escrito e ilustrado por Taiyō Matsumoto sobre tênis de mesa. Foi serializado na revista de mangá seinen Big Comic Spirits, da Shogakukan, de 1996 a 1997 e compilado em cinco volumes tankōbon.

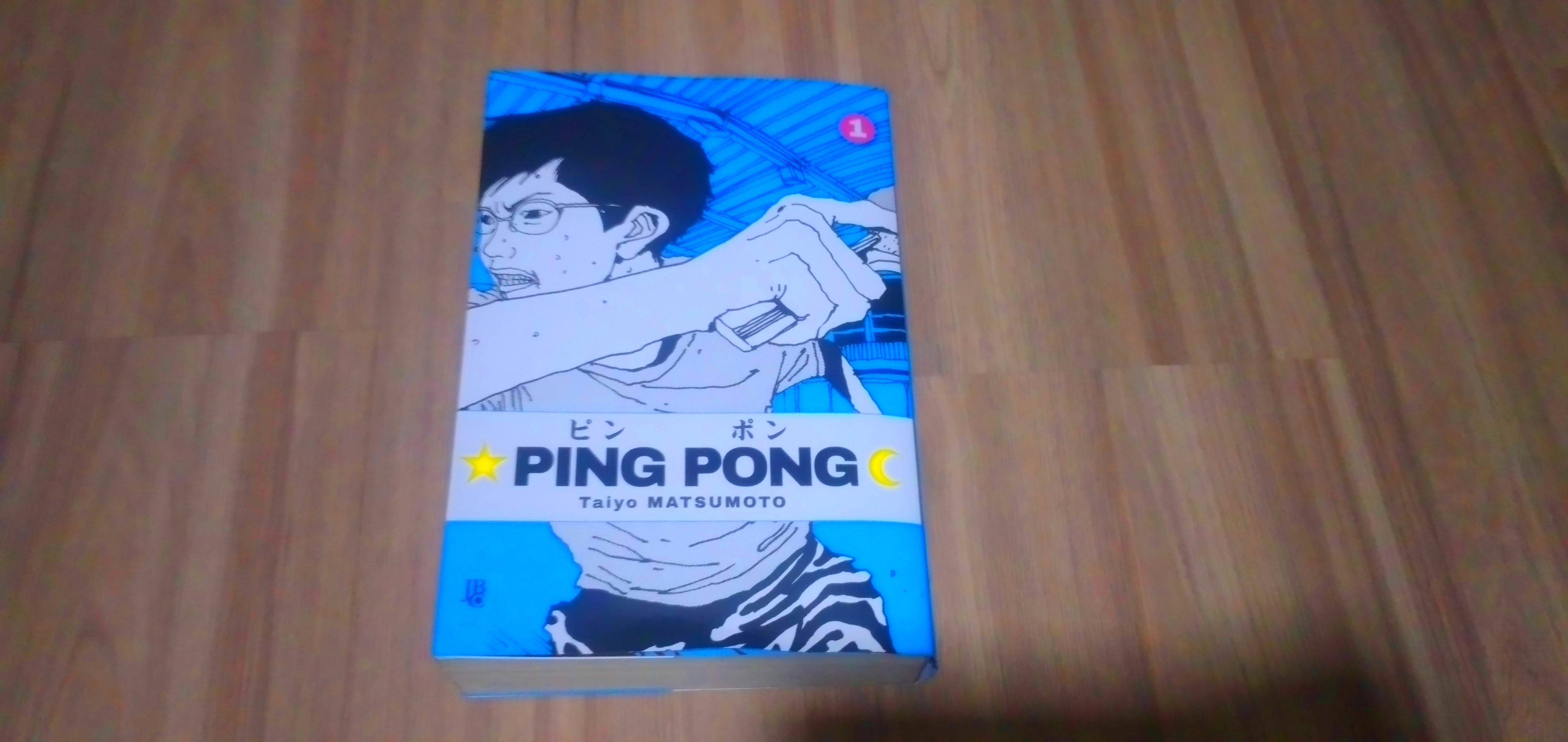
Capa do volume 1 do mangá publicado pela JBC no Brasil

Foi adaptado para um filme live-action em 2002. Uma adaptação para anime da série de televisão produzida pela Tatsunoko Production e dirigida por Masaaki Yuasa foi exibida no bloco NoitaminA da Fuji TV entre 11 de abril de 2014 e 20 de junho de 2014.
Na América do Norte, a Funimation transmitiu e licenciou a série em 2014. A Viz Media licenciou o mangá para um lançamento em 2020.
No Brasil, o mangá Ping Pong foi lançado pela Editora JBC em dezembro de 2021, a coleção será completa em 2 volumes..

## Premissa
Apesar de terem personalidades drasticamente diferentes, os estudantes de ensino médio Peco e Smile são amigos desde a infância. Agora, ambos são membros talentosos do clube de tênis de mesa da Katase High School. Peco é decisivamente derrotado por um estudante chinês e, portanto, fica tão arrasado que deixa de praticar. Enquanto isso, a personalidade de Smile sempre o impede de vencer Peco. O treinador Jō, no entanto, descobre o potencial de Smile e tenta motivá-lo a superar seu obstáculo psicológico.[carece de fontes?]

## Personagens
Yutaka Hoshino/"Peco" (星野 裕/ペコ, Hoshino Yutaka/Peko)
Voz de: Fukujūro Katayama, Mitsutaka Nishida (child) (Japonês), Aaron Dismuke (Português)
Um dos protagonistas e amigo de infância de Smile. Peco é barulhento, convencido e despreocupado. Ele é inicialmente considerado um dos melhores jogadores da equipe Katase, mas começa a se questionar após algumas perdas surpreendentes. Peco é freqüentemente visto comendo em vários itens de junk food.
Makoto Tsukimoto/"Smile" (月本 誠/スマイル, Tsukimoto Makoto/Sumairu)
Voz de: Kōki Uchiyama, Hiroshi Satomura (child) (Japonês), Micah Solusod (Português)
O segundo protagonista, Smile, é quieto e reservado. Ele é apelidado de Sorriso porque aparentemente nunca o faz. O sorriso é um jogador excepcionalmente habilidoso, mas muitas vezes carece de motivação e crueldade para vencer. No entanto, seu talento é reconhecido por muitos, incluindo Koizumi, Kong e Kazama.
Ryūichi Kazama/"Dragon" (風間 竜一/ドラゴン, Kazama Ryūichi/Doragon)
Voz de: Shunsuke Sakuya, Waku Sakaguchi (child) (Japonês), Marcus D. Stimac (Português)
Capitão da equipe Kaio e jogador estrela. Kazama é um indivíduo pragmático que valoriza a vitória acima de tudo. Sua habilidade e poder tendem a sobrecarregar até oponentes de alto nível. Kazama tenta recrutar Smile para a equipe Kaio ao perceber seu potencial.
Manabu Sakuma/"Demon" (佐久間 学/アクマ, Sakuma Manabu/Akuma)
Voz de: Subaru Kimura (Japonês), Anthony Bowling (Português)
Um rival de infância de Peco e um membro da equipe Kaio. Sakuma carece de talento natural, mas tenta compensar com muito trabalho. Ele tem uma natureza agressiva e está determinado a derrotar Peco e a provar a si mesmo.
Kong Wenge/"China" (孔 文革/チャイナ)
Voz de: Wen Yexing (Japonês), Alan Chow (Português)
Um estudante transferido da China que foi expulso da equipe nacional. Seu objetivo original era retornar ao seu país natal depois de se redimir no exterior. Kong exala um ar de confiança que esconde seus sentimentos de vergonha e ressentimento.
Obaba (オババ)
Voz de: Masako Nozawa (Japonês), Pam Dougherty (Português)
A idosa fumante em cadeia do dojo de tênis de mesa, onde Smile e Peco aprenderam o esporte quando crianças. Ela se importa com os dois jovens jogadores, apesar de sua personalidade cansada e cansada.
Jō Koizumi/"Butterfly Joe" (小泉　丈/バタフライジョー, Koizumi Jō/Batafurai Jō)
Voz de: Yusaku Yara (Japonês), Mark Stoddard (Português)
O treinador idoso da equipe Katase. Embora seu comportamento às vezes seja bobo, ele tem um profundo senso de comprometimento com o esporte e pode exigir dos seus jogadores. Koizumi se interessa muito pelo Smile e decide que ele forçará o jovem jogador a realizar seu potencial através dos meios necessários.
Ota (大田)
Voz de: Takanori Hoshino (Japonês), Tyson Rinehart (Português)
Capitão da equipe de Katase, conhecido por seu penteado incomum. Ele ajuda a administrar a loja de eletrodomésticos da família e é frequentemente ocupado com trabalhos estranhos depois da escola.
Masayuki Sanada (真田 昌幸, Sanada Masayuki)
Voz de: Kenji Hamada (Japonês), Ian Sinclair (Português)
O segundo melhor jogador da equipe Kaio, que inveja discretamente Kazama e espera rivalizá-lo.
Shuji Nekota (猫田 修二, Nekota Shūji) Shuji Nekota (猫田 修二, Nekota Shūji)
Voz de: Kenta Ōkuma (Japonês), Clifford Chapin (Português)
Outro jogador de topo da Kaio.
Ryū Kazama (風間 竜, Kazama Ryū)
Voz de: Shinji Ogawa (Japonês), R. Bruce Elliott (Português)
Patriarca da família Kazama e presidente da Kaio, um empresário astuto que não tolera fracassos. Ele é o avô de Ryuichi.
Taku Kazama (風間 卓, Kazama Taku)
Voz de: Akihiko Ishizumi (Japonês), Bill Jenkins (Português)
O pai de Yurie e o tio de Ryuichi, treinador da equipe Kaio.
Yurie (百合枝)
Voz de: Ayako Kawasumi (Japonês), Lindsay Seidel (Português)
O primo da moda de Ryuichi, que tem sentimentos por ele.
Michio Tamura (田村 道夫, Tamura Michio)
Voz de: Takahiro Shimada (Japonês), Jeremy Inman (Português)
O filho de Obaba, que treina jogadores profissionais de tênis de mesa.
Egami (江上)
Voz de: Kenjiro Tsuda (Japonês), Eric Vale (Português)
Personagem paralelo recorrente, um andarilho com uma alma inquieta.

## Mídia

### Mangá
Ping Pong foi escrito e ilustrado por Taiyō Matsumoto e publicado pela Shogakukan. O mangá foi publicado na revista semanal Big Comic Spirits de 1996 a 1997. Os capítulos foram coletados e lançados em seis volumes encadernados de julho de 1996 a agosto de 1997. O mangá foi relançado e reformatado em três volumes entre 14 de julho de 2012 e 10 de agosto de 2012. Shogakukan re-lançou o mangá novamente em dois volumes em 1 de abril de 2014 sob o novo título, Ping Pong: Full Game No (ピンポン　フルゲームの, Pin Pon furu gēmu no).
Na América do Norte, a Viz Media anunciou que licenciou o mangá para um lançamento em inglês em maio de 2020.

### Anime
Uma adaptação em anime produzida pela Tatsunoko Production e dirigida por Masaaki Yuasa estreou em 11 de abril de 2014 no bloco NoitaminA, da Fuji TV. O tema de abertura é "Tada Hitori" (唯一人)  de Bakudan Johnny e o tema final é "Bokura ni Tsuite" (僕らについて) de Merengue.
Na América do Norte, o anime foi licenciado pela Funimation.

## Recepção
Em 2015, o anime recebeu o Grande Prêmio de Animação de Televisão do Ano no Tokyo Anime Awards Festival.
Em novembro de 2019, a Polygon nomeou Ping Pong the Animation como um dos melhores animes da década de 2010 e a Crunchyroll a listou em seu "Top 25 melhores animes da década de 2010". A IGN também listou Ping Pong the Animation, entre as melhores séries de anime da década de 2010.